# فراماسونری قاره‌ای
فراماسونری قاره ای، که همچنین به عنوان فراماسونری لیبرال، فراماسونری لاتین و فراماسونری آدوگماتیک، نیز شناخته می‌شود شامل لژهای ماسونی مستقر عمدتاً در قاره اروپا است که لژ بزرگ شرقی فرانسه (GOdF) را به رسمیت می‌شناسند یا متعلق به CLIPSAS, SIMPA , TRACIA , CIMAS, COMAM, CATENA, GLUA یا هر یک از سازمان‌های بین‌المللی مختلف فراماسونری لیبرال هستند می‌باشد. تعداد بیشتری از فراماسون‌ها، که اکثر آنها در ایالات متحده آمریکا زندگی می‌کنند متعلق به لژهایی هستند که لژ بزرگ متحد انگلستان را به رسمیت می‌شناسند و فراماسون‌های قاره ای را به رسمیت نمی‌شناسند و آنها را " نامنظم " می‌دانند.  

## دو شاخه فراماسونری
فراماسونری دو شاخه دارد که «در رابطه دوستانه با یکدیگر نیستند». 
- سنت انگلیسی/آمریکایی «منظم» حوزه‌های قضایی، که توسط لژ بزرگ متحد انگلستان (UGLE) و لژهای بزرگ مختلف در ایالات متحده مشخص شده‌است.
- سنت «قاره ای» اروپایی از حوزه‌های قضایی، که توسط GODF، با دوستی‌های متفاوت و در حال تغییر مشخص می‌شود.

در کشورهای آمریکای لاتین، اروپای قاره‌ای و بیشتر آفریقا، فراماسونری قاره‌ای اروپایی به سبک GODF غالب است، اگرچه این کشورها ممکن است لژهای بزرگ کوچک‌تر نیز داشته باشند که بخشی از سنت «منظم» هستند.

### تاریخ شکاف در بین دو شاخه فراماسونری
دلایل متعددی برای شکاف در فراماسونری و چرایی تداوم آن وجود دارد. اولین نمونه لغو شناسایی در ایالات متحده مدت کوتاهی پس از جنگ داخلی آمریکا رخ داد. در سال ۱۸۶۹، گراند اوریان یک گروه ماسونی را در لوئیزیانا به رسمیت شناخت که توسط لژ بزرگ لوئیزیانا (GLL) به رسمیت شناخته نشد. این امر توسط GLL به عنوان تهاجم به حوزه قضایی آن تلقی شد و به رسمیت شناختن GODF را پس گرفت. بنا به درخواست GLL، چندین لژ بزرگ آمریکایی دیگر نیز از شناسایی خارج شدند. شواهدی وجود دارد که نشان می‌دهد انگیزه‌های نژادی ممکن است در این عدم شناخت نقش داشته باشند. GODF اخیراً قطعنامه‌ای به تصویب رسانده بود که در آن بیان می‌کرد که «نه رنگ، نژاد، و نه دین نباید مرد را برای شروع کار رد صلاحیت کند» و لژ بزرگ لوئیزیانا سیاه‌پوستان و افراد مختلط را به شدت مستثنی می‌کرد. نفاق اولیه در ایالات متحده به اتفاق آرا نبود. بسیاری از لژهای بزرگ آمریکایی تا قرن بیستم به شناخت GODF ادامه دادند.

#### انشقاق ۱۸۷۷
این انشقاق در سال ۱۸۷۷ زمانی که GODF قوانین اساسی خود را تغییر داد تا " لائیسیته " مذهبی کامل را تغییر داد، گسترش یافت. در حالی که سنت انگلیسی-آمریکایی مدت‌ها از نامزدها می‌خواست که اعتقاد به خدا را بپذیرند، GODF این شرط را حذف کرد و بیان کرد که لائیسیته «ایجاب می‌کند که به همه انسان‌ها، بدون تمایز از طبقه، منشأ یا فرقه، ابزاری داده شود تا خودشان باشند. آنها آزادی انتخاب دارند و مسئول بلوغ خود و ارباب سرنوشت خود هستند." در مجموع، GODF ملحدان را می‌پذیرد، در حالی که لژها در سنت انگلیسی-آمریکایی قبول نمی‌کنند. سپس لژ بزرگ متحد انگلستان به رسمیت شناختن خود را پس گرفت و GODF را «نامنظم» اعلام کرد. از آنجایی که سایر حوزه‌های قضایی تمایل داشتند از رهبری GODF یا UGLE پیروی کنند، شکاف گسترش یافت.

### پیشینه الزام اعتقاد به خدا
در مورد زمانی که فراماسونری انگلیسی-آمریکایی شروع به نیاز به اعتقاد به خدا کرد، بحث‌هایی وجود دارد. ممکن است از اولین روزهای فراماسونری باشد: نسخه خطی Regius، قدیمی‌ترین سند شناخته شده ماسونی متعلق به ۱۴۲۵–۱۴۵۰، بیان می‌کند که یک ماسون «باید همیشه خدا و کلیسای مقدس را به خوبی دوست داشته باشد.» قوانین اساسی ۱۷۲۳ جیمز اندرسون بیان می‌کند که «یک ماسون در دوران تصدی خود موظف است از قانون اخلاقی پیروی کند، و اگر او به درستی این هنر را درک کند، هرگز یک آتئیست احمق یا یک لیبرتین بی‌دین نخواهد بود.»
GODF از ۱۸۴۹ تا ۱۸۷۷ نیاز به ایمان به خدا داشت و سپس موضع خود را تغییر داد.
تفاوت به الزام در اعتقاد محدود نمی‌شد. به دنبال تغییرات سال ۱۸۷۷، لژ شرق بزرگ نیز تمام ارجاعات به معمار بزرگ جهان را از آیین خود حذف کرد و جلد قانون مقدس (که در فرانسه کتاب مقدس بود) را از مراسم خود حذف کرد. این عناصر قبل از سال ۱۸۴۹ در فراماسونری فرانسه وجود داشتند.

### بحث سیاسی در لژها
تفاوت دیگر بین فراماسونری قاره ای و انگلیسی-آمریکایی این است که بحث سیاسی در لژها به پیروی از سنت قاره ای مجاز است، در حالی که در سنت انگلیسی-آمریکایی به شدت ممنوع است.

## رابطه با کلیسای کاتولیک
فراماسونری قاره ای در کشورهای سنتی کاتولیک متمرکز شده‌است و توسط منتقدان کاتولیک به عنوان خروجی برای نارضایتی ضد کاتولیک تلقی می‌شود. بسیاری از رژیم‌های مخصوصاً ضد روحانی در کشورهای سنتی کاتولیک به عنوان دارای ارتباطات قوی ماسونی تلقی می‌شدند.
دایرةالمعارف کاتولیک ۱۹۱۳ با استناد به ادعایی که در سندی از گراند اورینت دو فرانس ارائه شده‌است، فراماسونری را به خاطر انقلاب فرانسه و آزار و شکنجه کلیسا نسبت داد. دایرةالمعارف، فراماسونری را نیروی اولیه ضد روحانیت فرانسوی از سال ۱۸۷۷ به بعد می‌دید، و دوباره به اسناد رسمی ماسونری فرانسوی برای حمایت از ادعای خود استناد می‌کرد. به گفته یکی از مورخین، خصومت ماسونی تا اوایل قرن بیستم با Affaire Des Fiches ادامه یافت و طبق دایرةالمعارف قدیمی کاتولیک، قانون ۱۹۰۵ فرانسه در مورد جدایی کلیساها از دولت را می‌توان به لژ گراند اوریان، بر اساس اسناد ماسونی ریشه داد.
در ایتالیا، کلیسا انجمن مخفی ضد روحانی و ناسیونالیستی، Carbonari را به فراماسونری مرتبط کرد و جهت ضد روحانی اتحاد ایتالیا را به فراماسونری متهم کرد. در دهه ۱۸۹۰، کلیسا درخواست‌های خود را از کاتولیک‌ها برای اجتناب از معامله با دولت ایتالیا با اشاره به ماهیت فرضی «ماسونری» دولت توجیه می‌کرد.
فراماسونری مکزیکی نیز پیرو الگوی فراماسونری قاره‌ای در سایر کشورهای لاتین‌زبان بود که در طول قرن نوزدهم ضد روحانیت‌تر شد، به‌ویژه به این دلیل که نظام درجه‌بندی مناسک اسکاتلندی ایجاد شده توسط آلبرت پایک را پذیرفتند، که کلیسای کاتولیک آن را به عنوان ضد روحانی دید.
حتی در سال ۲۰۰۵، رئیس اتحادیه برادران حرفه ای کاتولیک اسپانیا، اقدامات ضد روحانی دولت سوسیالیست را به «جنگ صلیبی عظیم ماسونری علیه کلیسا» متهم کرد.
فراماسون‌های وابسته به شاخه اصلی فراماسونری، وابسته به لژ بزرگ متحد انگلستان و ۵۱ لژ بزرگ ایالات متحده، اغلب ادعا کرده‌اند که ضد روحانیت شاخه قاره ای فراماسونری «انحراف» از فراماسونری مناسب است.

## فراماسونری قاره ای در سراسر جهان
اقامتگاه‌های سبک قاره ای در اکثر مناطق جهان وجود دارد. در سرتاسر اروپای قاره‌ای، آمریکای لاتین، بیشتر مناطق کارائیب و بیشتر آفریقا، آنها سنت غالب فراماسونری هستند، در حالی که در ایالات متحده آمریکا، کشورهای مشترک المنافع بریتانیا و کشورهایی که توسط این قدرت‌ها استعمار شده‌اند، عملاً وجود ندارند.

### آمریکای لاتین و دریای کارائیب
در سرتاسر آمریکای لاتین و دریای کارائیب، هم قاره ای و هم انگلیسی-آمریکایی، حوزه‌های قضایی محافظه کار وجود دارد، اما هیئت‌های ماسونی سبک قاره ای غالب هستند. برای مثال، در برزیل، بزرگترین و قدیمی‌ترین نهاد ماسونی، Grande Oriente do Brasil توسط حوزه‌های قضایی انگلیسی-آمریکایی به رسمیت شناخته شده‌است. با این وجود، هنگامی که تعداد اعضای آن با اعضای تمام بدنه‌های ماسونی سبک قاره‌ای مقایسه می‌شود، در اقلیت باقی می‌ماند.
در بسیاری از کشورهای آمریکای لاتین، انشعاب ماسونی منعکس کننده اختلافات سیاسی است. گفته می‌شود که رقابت بین دو جناح در فراماسونری مکزیک به جنگ داخلی مکزیک کمک کرده‌است.

### قاره اروپا

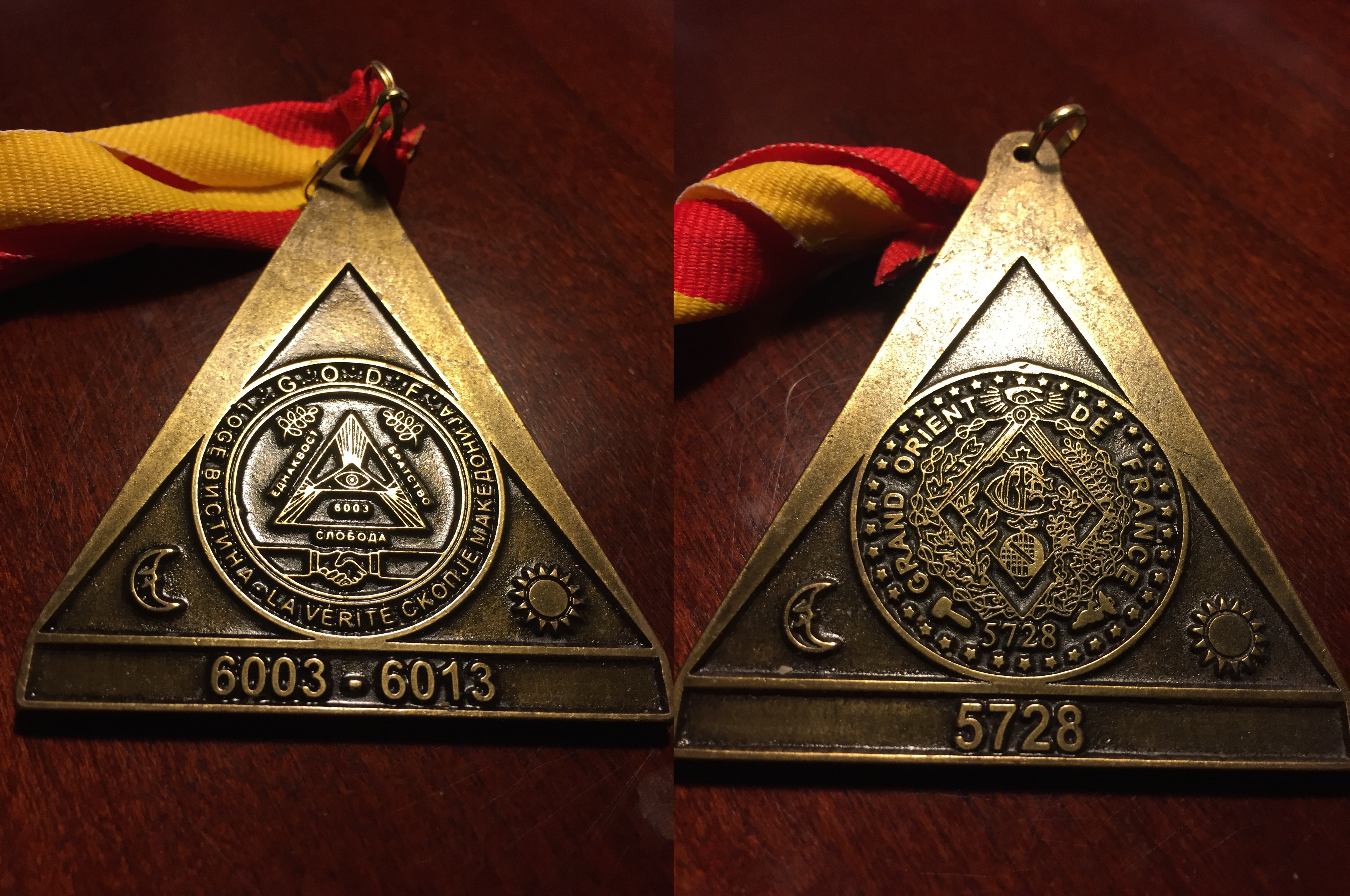
یک مدال ماسونی صادر شده توسط لژ ماسونی "Vistina – La Verite" در اسکوپیه، مقدونیه شمالی. این لژ تحت صلاحیت لژ شرق بزرگ فرانسه است.

#### فرانسه
فراماسونری به سبک قاره ای در فرانسه سرچشمه گرفت و اعضای آن اکثریت قریب به اتفاق فراماسون‌ها در این کشور را تشکیل می‌دهند. گراند اورینت فرانسه بزرگترین حوزه قضایی ماسونی است و گراند لوژ دو فرانس (همچنین در سنت قاره ای) دومین عضویت در آن است. سومین بدنه بزرگ ماسونی، سبک انگلیسی-آمریکایی Grande Loge Nationale Française است. سازمان بین‌المللی فراماسونری برای مردان و زنان Le Droit Humain که در سال ۱۸۹۳ تأسیس شد، دارای ۳۲۰۰۰ عضو در بیش از ۶۰ کشور جهان است.

#### سایر کشورهای اروپایی
فراماسونری سبک قاره ای در بیشتر قاره رایج است (همان‌طور که از نام آن پیداست)، اگرچه تعداد اعضای کمتری از سنت انگلیسی-آمریکایی در آن کشورها نیز وجود دارد. فراماسونری لیبرال قاره ای در اکثر کشورهای اروپایی وجود دارد. با این حال، در ایالت‌های ژرمنی، سنت‌های آیینی انگلیسی-آمریکایی و سوئدی غالب است.

### آمریکای شمالی
اگرچه برخی از سازمان‌های سبک قاره‌ای در ایالات متحده آمریکا وجود دارند، اما در آنجا اقلیتی کوچک هستند و تعداد قابل توجهی بزرگ‌تر (اما هنوز هم جزئی) در کانادا دارند. اما در مکزیک، فراماسونری قاره ای غالب است. این لژهای بزرگ، شرق‌های بزرگ و فراماسونی معمولاً متعلق به سازمان‌های بین‌المللی مانند CLIPSAS, SIMPA , CIMAS , COMAM, GLUA, TRACIA و غیره هستند.
در داخل ایالات متحده آمریکا، سازمان‌های فراماسونری و لژهای بزرگ، مانند اتحادیه جورج واشینگتن (GWU), لژ بزرگ امگا ایالت نیویورک، و Le Droit Humain (LDH) وجود دارد. که به سنت جهانی قاره ای یا مترقی تعلق دارند. لژ بزرگ زنان بلژیک (GLFB یا WGLB), و لژ بزرگ زنانه فرانسه نیز لژهای لیبرال در آمریکای شمالی دارند.

### آفریقا
فراماسونری قاره ای اکثریت را در اکثر کشورها به ویژه در مناطق فرانسوی زبان دارد. منشأ آن از استعمارگران سابق فرانسوی و بلژیکی است. رهبران آفریقایی مانند عمر بونگو از گابن و پاسکال لیسوبا از جمهوری کنگو به لژهای ماسونی متحد با فراماسونری قاره ای تعلق دارند.